# ボクトウガ
ボクトウガ（木蠹蛾、Cossus jezoensis）とは、チョウ目（鱗翅目）ボクトウガ科に分類される昆虫の総称、または正式和名ボクトウガの蛾のことを指す。
本項目では後者について取り扱う。

## 概要
開帳
約40ミリメートル
分布
北海道、本州、九州、対馬、中国
成虫出現月
6 - 8月
幼虫食餌植物
ブナ科ブナ属：ナラの樹幹
ブナ科コナラ属：クヌギの樹幹
肉食：樹液を出させ、そこに集まってきた虫を捕食する。
成虫の生態
灯火や街灯などに飛来する。

## 利用
幼虫は昆虫食として利用され、アボリジニにとって、ボクトウガやコウモリガ、ヤガなどの幼虫は貴重な蛋白源である。古代ローマ人は毛虫を好んで食べ、特にボクトウガの幼虫は評判が良く、ガイウス・プリニウス・セクンドゥスは小麦を餌に飼育したこれをコッスス(Cossus)と記録しオオボクトウガと推測されているが、ジャン・アンリ・ファーブルはコスス(Cossus-シンクイムシ)の食べ方を考えカミキリムシ料理だと結論している。
幼虫は捕食の際に樹液滲出と同時にスズメバチが嫌がる成分を発散し、この成分を利用した忌避剤が商品化されている。